# Eurycope crassa
Eurycope crassa är en kräftdjursart som beskrevs av Vanhoeffen 1914. Eurycope crassa ingår i släktet Eurycope och familjen Munnopsidae. Inga underarter finns listade i Catalogue of Life.